# Typhlochactas reddelli
Espèce
Typhlochactas reddelli est une espèce de scorpions de la famille des Typhlochactidae.

## Distribution
Cette espèce est endémique du Veracruz au Mexique. Elle se rencontre à Tlilapan dans la grotte Cueva del Ojo de Agua de Tlilapan. 

## Description
La femelle décrit par Vignoli et Prendini en 2009  mesure 15,8 mm. Ce scorpion est anophtalme.

## Étymologie
Cette espèce est nommée en l'honneur de James R. Reddell.

## Publication originale
- Mitchell, 1968 : « Typhlochactas, a new genus of eyeless cave scorpion from Mexico (Scorpionida, Chactidae). » Annales de Spéléologie, vol. 23, p. 753-777.